# Mark Kostabi
Mark Kostabi, född 1960 i Los Angeles, är en amerikansk konstnär. Han har gjort omslag till album av bland andra Guns 'N' Roses. 